# پانتیکس
پانتیکس (به انگلیسی: Ponteix) یک منطقهٔ مسکونی در کانادا است که در ساسکاچوان واقع شده‌است. پانتیکس ۱٫۰۹ کیلومتر مربع مساحت و ۶۰۵ نفر جمعیت دارد.